# Shooter (nummer)
Shooter is een nummer van de Amerikaanse rapper Lil Wayne, in samenwerking met Robin Thicke. Het nummer werd uitgebracht op 28 augustus 2006 door het platenlabel Universal.. Het nummer is afkomstig van Lil Wayne's vijfde studioalbum Tha Carter II en verscheen tevens op Thicke's tweede studioalbum The Evolution of Robin Thicke. Shooter is een zogeheten remake van het nummer "Oh Shooter", wat op Robin Thicke's eerste album verscheen.

In het nummer wordt gebruikgemaakt van een sample uit het nummer "Horizon Drive" van Vic Juris. Ditzelfde nummer werd gesampled in Gang Starr's nummer "Mass Appeal". 
De tekst van het nummer gaat over een bankoverval die Thicke heeft meegemaakt tijdens zijn jeugd.

## Videoclip
De bijbehorende videoclip werd geregisseerd door Benny Boom en is een eigen interpretatie van de video van Run-D.M.C.'s "Walk This Way" (met Aerosmith). In de clip van Shooter spelen Thicke en Lil Wayne alsof ze buren van elkaar zijn en de muziekstijlen R&B en Dirty South representeren. De video laat van beide artiesten de verschillende leefstijlen zien, waarna ze gedurende video steeds meer gaan overlappen. Uiteindelijk zijn beide artiesten te zien op een podium tijdens een optreden.

## Trivia
- In 2008 werd het nummer gebruikt in de film Rambo.